# 피에르 드 쿠베르탱 메달
피에르 드 쿠베르탱 메달(Pierre de Coubertin medal)은 국제 올림픽 위원회가 올림픽 홍보를 위해 교육적 역할을 하는 기관과 피에르 드 쿠베르탱의 정신에 따라 연구와 지적 작품 창작을 통해 기여한 사람들에게 경의를 표하는 특별 훈장이다. 안드레 리카르 살라(André Ricard Sala)가 디자인한 이 메달은 한 면에는 쿠베르탱의 초상화가 있고 다른 면에는 올림픽 모토와 반지가 그려져 있다.
이 메달은 1964년 제정돼 국제페어플레이위원회(International Fair Play Committee)가 수여하는 피에르 드 쿠베르탱 세계트로피(Pierre de Coubertin World Trophy)와 같은 상은 아니지만 가끔 혼동되기도 한다. 예를 들어, 일부 언론 매체는 2016년 8월 22일 니키 햄블린(Nikki Hamblin)과 애비 다고스티노(Abbey D'Agostino)가 5000m 경기 중 트랙에서 서로 충돌하고 경주를 계속할 수 있도록 서로 도와 메달을 받았다고 보도했다. 뉴질랜드 올림픽 위원회는 아직 그러한 상이 주어지지 않았다고 밝혔으며, 가디언은 나중에 "상은 피에르 드 쿠베르탱 상이 아니라 국제 페어 플레이 위원회 상이었다"고 확인하면서 보고서를 수정했다.